# Дуду
Карлош Едуардо де Соуза Томе, прозвище Дуду Параѝба (на португалски Carlos Eduardo de Souza Tomé, Dudu Paraíba, изговаря се най-близко до Карлуш Едуарду джи Соуза Тумѐ, надпис на футболната фланелка Дуду) е бразилски футболист, играещ на поста ляв полузащитник.

## Кариера
Играе в отбора на Литекс през сезон 2007/2008. Предишни отбори, в които се е състезавал: „Атлетико Паранаензе“ (Бразилия), „ФК Аваи“ (Бразилия). На 9 март 2007 г. подписва договор с Литекс, но бива пратен под наем за един полусезон в Марек. През 2008 г. е върнат в състава на Литекс, но не успява да се наложи и влиза предимно като резерва. През януари 2009 г. е освободен от отбора. При престоя си в България Дуду се превръща в едно от най-големите разочарования носели оранжевия екип. На 29 юни същата година подписва като свободен агент с полския Видзев Лодз.